# 松平賴謙
松平賴謙（日语：／ Matsudaira Yorikata，1755年4月18日—1806年10月13日），日本江戶時代大名，西條藩第6代藩主。

## 生平
寶曆五年三月初七（1755年4月18日）出生，是紀州藩第7代藩主德川宗將的第六子，幼名金十郎。
安永四年（1775年），紀州藩藩主德川重倫（賴謙的兄長）隱居，由於重倫的長子彌之助早逝，次子岩千代（即後來的治寶）又年幼，因此以原西條藩藩主松平賴淳（賴謙的叔父）繼承紀州藩，西條藩則以賴謙作養嗣子繼承。
寬政七年（1795年）賴謙讓位給長子賴看並隱居，到文化三年九月初二（1806年10月13日）賴謙逝世，享年52歲。
| 松平賴謙        |                               |                 |
| 貴族爵位和頭銜  |                               |                 |
| 前任： 松平賴淳 | 西條松平家當主 1775年－1795年 | 繼任： 松平賴看 |
| 官衔            |                               |                 |
| 前任： 松平賴淳 | 西條藩藩主 1775年－1795年     | 繼任： 松平賴看 |